# Kanoistika na Letních olympijských hrách 1996
Závody v kanoistice se na Letních olympijských her 1996 v Atlantě uskutečnily ve dnech 27. a 28. července 1996 v areálu Ocoee Whitewater Center nedaleko Ducktownu v Tennessee (vodní slalom) a 30. července – 4. srpna 1996 na hladině přehradní nádrže Sidney Lanier severovýchodně od Atlanty v Georgii (rychlostní kanoistika). Celkem 451 závodníků startovalo v 16 disciplínách (12 pro muže, 4 pro ženy).

## Medailové pořadí zemí
| Pořadí | Země                         | Zlato | Stříbro | Bronz | Celkově |
| ------ | ---------------------------- | ----- | ------- | ----- | ------- |
| 1.     | Německo (GER)                | 5     | 2       | 2     | 9       |
| 2.     | Česko (CZE)                  | 3     | 2       | 0     | 5       |
| 3.     | Itálie (ITA)                 | 2     | 2       | 1     | 5       |
| 4.     | Maďarsko (HUN)               | 2     | 1       | 3     | 6       |
| 5.     | Norsko (NOR)                 | 1     | 1       | 0     | 2       |
| 5.     | Slovensko (SVK)              | 1     | 1       | 0     | 2       |
| 7.     | Francie (FRA)                | 1     | 0       | 2     | 3       |
| 8.     | Švédsko (SWE)                | 1     | 0       | 1     | 2       |
| 9.     | Rumunsko (ROU)               | 0     | 1       | 1     | 2       |
| 10.    | Kanada (CAN)                 | 0     | 1       | 0     | 1       |
| 10.    | Lotyšsko (LAT)               | 0     | 1       | 0     | 1       |
| 10.    | Moldavsko (MDA)              | 0     | 1       | 0     | 1       |
| 10.    | Slovinsko (SLO)              | 0     | 1       | 0     | 1       |
| 10.    | Spojené státy americké (USA) | 0     | 1       | 0     | 1       |
| 10.    | Švýcarsko (SUI)              | 0     | 1       | 0     | 1       |
| 16.    | Austrálie (AUS)              | 0     | 0       | 3     | 3       |
| 17.    | Bulharsko (BUL)              | 0     | 0       | 1     | 1       |
| 17.    | Polsko (POL)                 | 0     | 0       | 1     | 1       |
| 17.    | Rusko (RUS)                  | 0     | 0       | 1     | 1       |
| Celkem | Celkem                       | 16    | 16      | 16    | 48      |

## Medailisté

### Vodní slalom

#### Muži
| Kategorie | Zlato                                           | Výkon  | Stříbro                                   | Výkon  | Bronz                                           | Výkon  |
| --------- | ----------------------------------------------- | ------ | ----------------------------------------- | ------ | ----------------------------------------------- | ------ |
| C1        | Michal Martikán · Slovensko (SVK)               | 151,03 | Lukáš Pollert · Česko (CZE)               | 151,17 | Patrice Estanguet · Francie (FRA)               | 152,84 |
| C2        | Francie (FRA) · Frank Adisson · Wilfrid Forgues | 158,82 | Česko (CZE) · Miroslav Šimek · Jiří Rohan | 160,16 | Německo (GER) · André Ehrenberg · Michael Senft | 163,72 |
| K1        | Oliver Fix · Německo (GER)                      | 141,22 | Andraž Vehovar · Slovinsko (SLO)          | 141,65 | Thomas Becker · Německo (GER)                   | 142,79 |

#### Ženy
| Kategorie | Zlato                             | Výkon  | Stříbro                                        | Výkon  | Bronz                                      | Výkon  |
| --------- | --------------------------------- | ------ | ---------------------------------------------- | ------ | ------------------------------------------ | ------ |
| K1        | Štěpánka Hilgertová · Česko (CZE) | 169,49 | Dana Chladeková · Spojené státy americké (USA) | 169,49 | Myriam Foxová-Jérusalmiová · Francie (FRA) | 171,00 |

### Rychlostní kanoistika

#### Muži
| Kategorie | Zlato                                                                      | Výkon    | Stříbro                                                                         | Výkon    | Bronz                                                                               | Výkon    |
| --------- | -------------------------------------------------------------------------- | -------- | ------------------------------------------------------------------------------- | -------- | ----------------------------------------------------------------------------------- | -------- |
| C1 500 m  | Martin Doktor · Česko (CZE)                                                | 1:49,934 | Slavomír Kňazovický · Slovensko (SVK)                                           | 1:50,510 | Imre Pulai · Maďarsko (HUN)                                                         | 1:50,758 |
| C1 1000 m | Martin Doktor · Česko (CZE)                                                | 3:54,418 | Ivans Klementjevs · Lotyšsko (LAT)                                              | 3:54,954 | György Zala · Maďarsko (HUN)                                                        | 3:56,366 |
| C2 500 m  | Maďarsko (HUN) · György Kolonics · Csaba Horváth                           | 1:40,420 | Moldavsko (MDA) · Viktor Renejskij · Nicolae Juravschi                          | 1:40,456 | Rumunsko (ROU) · Grigore Obreja · Gheorghe Andriev                                  | 1:41,336 |
| C2 1000 m | Německo (GER) · Gunar Kirchbach · Andreas Dittmer                          | 3:31,870 | Rumunsko (ROU) · Marcel Glavan · Antonel Borsan                                 | 3:32,294 | Maďarsko (HUN) · György Kolonics · Csaba Horváth                                    | 3:32,514 |
| K1 500 m  | Antonio Rossi · Itálie (ITA)                                               | 1:37,423 | Knut Holmann · Norsko (NOR)                                                     | 1:38,339 | Piotr Markiewicz · Polsko (POL)                                                     | 1:38,615 |
| K1 1000 m | Knut Holmann · Norsko (NOR)                                                | 3:25,785 | Beniamino Bonomi · Itálie (ITA)                                                 | 3:27,073 | Clint Robinson · Austrálie (AUS)                                                    | 3:29,713 |
| K2 500 m  | Německo (GER) · Kay Bluhm · Torsten Gutsche                                | 1:28,697 | Itálie (ITA) · Beniamino Bonomi · Daniele Scarpa                                | 1:28,729 | Austrálie (AUS) · Andrew Trim · Daniel Collins                                      | 1:29,409 |
| K2 1000 m | Itálie (ITA) · Daniele Scarpa · Antonio Rossi                              | 3:09,190 | Německo (GER) · Kay Bluhm · Torsten Gutsche                                     | 3:10,518 | Bulharsko (BUL) · Andrian Dušev · Milko Kazanov                                     | 3:11,206 |
| K4 1000 m | Německo (GER) · Thomas Reineck · Olaf Winter · Detlef Hofmann · Mark Zabel | 2:51,528 | Maďarsko (HUN) · András Rajna · Gábor Horváth · Ferenc Csipes · Attila Adrovicz | 2:53,184 | Rusko (RUS) · Oleg Gorobij · Sergej Verlin · Georgij Cybulnikov · Anatolij Tiščenko | 2:53,996 |

#### Ženy
| Kategorie | Zlato                                                                                       | Výkon    | Stříbro                                                                                             | Výkon    | Bronz                                                                                             | Výkon    |
| --------- | ------------------------------------------------------------------------------------------- | -------- | --------------------------------------------------------------------------------------------------- | -------- | ------------------------------------------------------------------------------------------------- | -------- |
| K1 500 m  | Rita Kőbánová · Maďarsko (HUN)                                                              | 1:47,655 | Caroline Brunetová · Kanada (CAN)                                                                   | 1:47,891 | Josefa Idemová · Itálie (ITA)                                                                     | 1:48,731 |
| K2 500 m  | Švédsko (SWE) · Susanne Gunnarssonová · Agneta Anderssonová                                 | 1:39,329 | Německo (GER) · Birgit Fischerová · Ramona Portwichová                                              | 1:39,689 | Austrálie (AUS) · Anna Woodová · Katrin Borchertová                                               | 1:40,641 |
| K4 500 m  | Německo (GER) · Anett Schucková · Birgit Fischerová · Manuela Muckeová · Ramona Portwichová | 1:31,077 | Švýcarsko (SUI) · Gabi Müllerová · Ingrid Haralamowová · Sabine Eichenbergerová · Daniela Baumerová | 1:32,701 | Švédsko (SWE) · Susanne Rosenqvistová · Anna Olssonová · Ingela Ericssonová · Agneta Anderssonová | 1:32,917 |

## Program
| R | Rozjížďky | O | Opravy | ½ | Semifinále | F | Finále |

| Závod ↓/Datum → | So 27. 7. | Ne 28. 7. |
| --------------- | --------- | --------- |
| C1 muži         | F         |           |
| C2 muži         |           | F         |
| K1 muži         |           | F         |
| K1 ženy         | F         |           |

| Závod ↓/Datum → | Út 30. 7. | Út 30. 7. | St 31. 7. | St 31. 7. | Čt 1. 8. | Pá 2. 8. | So 3. 8. | Ne 4. 8. |
| --------------- | --------- | --------- | --------- | --------- | -------- | -------- | -------- | -------- |
| C1 500 m muži   |           |           | R         | R         |          | ½        |          | F        |
| C1 1000 m muži  | R         | R         |           |           | ½        |          | F        |          |
| C2 500 m muži   |           |           | R         | O         |          | ½        |          | F        |
| C2 1000 m muži  | R         | R         |           |           | ½        |          | F        |          |
| K1 500 m muži   |           |           | R         | O         |          | ½        |          | F        |
| K1 1000 m muži  | R         | O         |           |           | ½        |          | F        |          |
| K2 500 m muži   |           |           | R         | O         |          | ½        |          | F        |
| K2 1000 m muži  | R         | O         |           |           | ½        |          | F        |          |
| K4 1000 m muži  | R         | R         |           |           | ½        |          | F        |          |
| K1 500 m ženy   |           |           | R         | O         |          | ½        |          | F        |
| K2 500 m ženy   |           |           | R         | O         |          | ½        |          | F        |
| K4 500 m ženy   | R         | R         |           |           | ½        |          | F        |          |

## Česká výprava
Českou výpravu tvořilo 17 mužů a 8 žen:
Vodní slalom
- Luboš Hilgert – K1 (18. místo)
- Štěpánka Hilgertová – K1 (zlato)
- Pavel Janda – C1 (20. místo)
- Irena Pavelková – K1 (16. místo)
- Lukáš Pollert – C1 (stříbro)
- Jiří Prskavec – K1 (19. místo)
- Jiří Rohan – C2 (stříbro)
- Marcela Sadilová – K1 (9. místo)
- Miroslav Šimek – C2 (stříbro)
- Pavel Štercl – C2 (6. místo)
- Petr Štercl – C2 (6. místo)

Rychlostní kanoistika
- Pavel Bednář – C2 500 m (semifinále)
- Martin Doktor – C1 500 m (zlato), C1 1000 m (zlato)
- Petr Fuksa – C2 500 m (semifinále)
- Kateřina Heková – K4 500 m (semifinále)
- Kateřina Hluchá – K4 500 m (semifinále)
- Petr Hruška – K2 1000 m (semifinále)
- Jitka Janáčková – K2 500 m (semifinále), K4 500 m (semifinále)
- Pavlína Jobánková – K1 500 m (opravy), K2 500 m (semifinále)
- René Kučera – K2 1000 m (semifinále)
- Karel Leština – K2 500 m (semifinále), K4 1000 m (semifinále)
- Pavel Mráz – K4 1000 m (semifinále)
- Martin Otáhal – K4 1000 m (semifinále)
- Milena Pergnerová – K4 500 m (semifinále)
- Jiří Polívka – K2 500 m (semifinále), K4 1000 m (semifinále)